# Associação Esportiva Força Jovem Aquidabã
A Associação Esportiva Força Jovem Aquidabã é um clube de futebol brasileiro, sediado no município de Aquidabã, no estado de Sergipe. Manda seus jogos no estádio Manecão e as cores oficiais são o branco, o vermelho e o azul.
O clube foi fundado no dia 25 de maio de 2006 e em 2025 irá disputar a 3ª divisão do Campeonato Sergipano.

## Títulos

### Futebol
| Estadual | Estadual            | Estadual | Estadual             |
|          | Competição          | Títulos  | Temporadas           |
| -------- | ------------------- | -------- | -------------------- |
| Sergipe  | Copa Sergipe Sub-20 | 1        | Vice-campeão em 2013 |

## Escudo
| Evolução do escudo da Associação Esportiva Força Jovem Aquidabã | Evolução do escudo da Associação Esportiva Força Jovem Aquidabã | Evolução do escudo da Associação Esportiva Força Jovem Aquidabã | Evolução do escudo da Associação Esportiva Força Jovem Aquidabã | Evolução do escudo da Associação Esportiva Força Jovem Aquidabã | Evolução do escudo da Associação Esportiva Força Jovem Aquidabã | Evolução do escudo da Associação Esportiva Força Jovem Aquidabã | Evolução do escudo da Associação Esportiva Força Jovem Aquidabã |
| 2006-2018                                                       | 2019-Presente                                                   |                                                                 |                                                                 |                                                                 |                                                                 |                                                                 |                                                                 |
| --------------------------------------------------------------- | --------------------------------------------------------------- | --------------------------------------------------------------- | --------------------------------------------------------------- | --------------------------------------------------------------- | --------------------------------------------------------------- | --------------------------------------------------------------- | --------------------------------------------------------------- |